# Matt Murdock (Universo cinematográfico de Marvel)
Matthew "Matt" Murdock es un personaje ficticio interpretado principalmente por Charlie Cox en el Universo cinematográfico de Marvel (MCU), basada en el personaje de Marvel Comics del mismo nombre, comúnmente conocido por su alias, Daredevil o The Devil of Hell's Kitchen (El Diablo de Hell's Kitchen, en español). En el MCU, Murdock es un abogado que de día, se especializa en defensa legal junto con sus colegas Foggy Nelson y Karen Page, al mismo tiempo que ayuda a otras personas con superpoderes dentro de la ciudad de Nueva York. Además, persigue una cruzada personal para infligir su propio tipo de justicia por la noche, haciéndose pasar por un justiciero enmascarado con la esperanza de eliminar la corrupción que enfrenta Hell's Kitchen luego de la Batalla de Nueva York ocurrida en The Avengers (2012). Murdock es ciego, lo que con entrenamiento le permitió desarrollar sus otros sentidos a niveles sobrehumanos. Sus actividades finalmente lo pondrían en conflicto con enemigos como el empresario Wilson Fisk y la organización La Mano en el proceso, la última de las cuales combatió junto a los Defensores cuando resucitaron con éxito y armaron a una ex aliada y amante de su pasado, Elektra Natchios. Después de derrotar a Fisk, Murdock regresa a su práctica legal, defendiendo con éxito a Peter Parker de los cargos penales presentados contra él, además de detener al justiciero Leap-Frog con la ayuda de la abogada sobrehumana Jennifer Walters, con quien posteriormente entabla una relación romántica.
Además de Parker y Walters, también saldría en defensa y se haría amigo de otros héroes, a saber, Jessica Jones, Luke Cage, Danny Rand y Punisher, entre otros conocidos.
Hasta 2023, el personaje ha aparecido en las series de Marvel Television Daredevil (2015–2018) y la miniserie The Defenders (2017); la película de Marvel Studios Spider-Man: No Way Home (2021) y las series de Disney+ She-Hulk: Attorney at Law (2022), Echo (2024) y Daredevil: Born Again (2025). Una versión alternativa aparece en la serie animada Your Friendly Neighborhood Spider-Man (2025), con Cox repitiendo el papel.
La interpretación de Cox recibió grandes elogios tanto de la crítica cómo de los fanáticos, con el lanzamiento de la campaña y la petición "#SaveDaredevil" para su regreso después de la cancelación de Daredevil en 2018, que Cox atribuyó en octubre de 2022 como responsable de su regreso al papel.

## Concepto y creación
El personaje Daredevil hizo su primera aparición en su propio número homónimo, Daredevil # 1 (abril de 1964), escrito por Stan Lee y arte de Bill Everett con aportes no especificados proporcionados por Jack Kirby, quien ideó el billy club de Daredevil.   
En 2013, Marvel Television y Disney anunciaron que proporcionarían a Netflix series de televisión centradas en Daredevil, Jessica Jones, Luke Cage, Iron Fist, lo que conduciría a la miniserie cruzada The Defenders.  En mayo de 2014, se anunció que Charlie Cox interpretaría a Murdock, con Steven DeKnight como el showrunner de la primera temporada.  

### Casting
La idea de elegir a Cox como Daredevil surgió del director creativo de Marvel, Joe Quesada, en 2012, antes de que Marvel Studios obtuviera los derechos del personaje de manos de 20th Century Fox. Cox quería involucrarse en la serie después de leer los dos primeros guiones de Daredevil (2015) y le dijo a su agente: "Estos son dos de los mejores guiones de televisión que he leído".Skylar Gaertner interpreta a un joven Murdock en los flashbacks que aparecen en la serie. 
Cox explicó más tarde que, a diferencia del personaje del cómic de Marvel, su versión de Daredevil no sería un "hombre sin miedo", diciendo que "Alguien que no tiene miedo, literalmente, no experimenta miedo, no es tan interesante. La forma en que me gusta pensar en esto es que él es un hombre con miedo, pero que diariamente decide enfrentar ese miedo y superarlo. Entonces el título de 'el hombre sin miedo' es casi un título que el público en su mundo le da solo por lo que hace. Pero dentro de sí mismo, a veces tiene mucho miedo. Y encuentra una manera de confrontar esos miedos y superarlos". Cox "tuvo que hacer mucho trabajo en el gimnasio" para cambiar su físico e igualarlo al del personaje más musculoso que se dibuja en los cómics. 

### Cancelación y reactivación de la serie
En noviembre de 2018, Netflix canceló la serie después de tres temporadas. Aunque las temporadas permanecerían para transmitirse en el servicio, el personaje "viviría en proyectos futuros para Marvel". Cox se entristeció por la cancelación, ya que "sentía que teníamos muchas historias que contar", especialmente porque estaba emocionado por lo que se había discutido para una posible cuarta temporada, y agregó que tenía la esperanza de tener la oportunidad de retratar al personaje de nuevo. Tras la cancelación de la serie, los fanáticos lanzaron una petición para revivir la serie con el hashtag "#SaveDaredevil". La petición acumuló más de 300.000 firmas. 
En junio de 2020, Cox fue contactado inesperadamente por el presidente de Marvel Studios, Kevin Feige, para retomar su papel de Matt Murdock en los proyectos del Universo cinematográfico de Marvel (MCU) Spider-Man: No Way Home y She-Hulk: Attorney at Law. El regreso de Cox al papel fue confirmado por Feige en diciembre de 2021. Jessica Henwick, quien coprotagoniza con Cox como Colleen Wing en The Defenders, indicó que sabía de la oportunidad de repetir el papel en la producción de Marvel Studios años antes. Los escritores de She-Hulk inicialmente creyeron que no habrían podido presentar al personaje en la serie, y finalmente el estudio les dijo que podían usar el personaje. En octubre de 2022, Cox explicó que se acercó a Daredevil de Marvel Studios como el mismo personaje de la serie de Netflix, diciendo que "debería ser y siempre es", y Murdock cambió para adaptarse tonalmente, atribuyendo su regreso de MCU al "#SaveDaredevil" y la petición a finales de ese mes.

## Diseño
Los trajes de Murdock se diferencian más por la textura que por el color, con una paleta limitada, "porque, obviamente, no puede ver sus colores, pero tiene que saber que todo lo que elija va a coordinar entre sí". El tamaño de Cox cambió a lo largo de la serie a medida que continuaba entrenando.  Murdock comienza la primera temporada con un traje negro (llamado "traje de justiciero" o "vigilante outfit" por la producción), inspirado en el que usa el personaje de El hombre sin miedo de Frank Miller, en lugar del tradicional traje rojo con cuernos. Esto se hizo para resaltar la formación de Matt Murdock como Daredevil, con el disfraz evolucionando con el tiempo a medida que se desarrolla el personaje.  Quesada conceptualizó el look basándose en las especificaciones de DeKnight. 
Maslansky señaló que querían que el atuendo "pareciera algo que Matt Murdock pudiera armar él mismo, que pudiera ordenar por Internet o comprar en la ciudad... Fui a tiendas del ejército/marina. Fui en línea. Miré ropa deportiva, ropa de compresión, cosas militares y cosas de construcción... terminamos con opciones bastante prácticas para él. Sus camisas son camisas de compresión y sus pantalones terminaron siendo de una tienda del ejército/marina". En cuanto a la máscara negra, Maslansky señaló que se requería un equilibrio entre estética y seguridad, y que "está hecha de una malla de algodón. Capas y capas de ella. Realmente tiene que adaptarse a su cabeza, pero al mismo tiempo, tenía que ser capaz de ver a través de él". 
Sobre el traje rojo que obtiene Murdock al final de la primera temporada, Maslansky dijo: "Queríamos algo que pareciera militarista y funcional, pero también dramático y sexy", y agregó que era "complicado" hacerlo práctico. Para comenzar el proceso de creación del traje, Quesada se puso en contacto con Ryan Meinerding y los artistas de vestuario y el equipo de diseño de Marvel Studios, quienes contribuyeron con ideas de diseño, y finalmente se eligió uno de los de Meinerding. Quesada, quien anteriormente trabajó como artista en los cómics de Daredevil, dio varias sugerencias, incluido el uso de remaches y formas "arquitectónicas" como referencia a la creación de la ciudad de Nueva York. El traje tiene la intención de parecerse a un chaleco de Kevlar, y las secciones negras son un homenaje a los paneles cómicos donde los artistas resaltaron ciertas áreas con rojo, con "partes más profundas" en la sombra. En la máscara, Meinerding señaló la dificultad de diseñar toda la mitad superior de la cara que pretende coincidir con la mitad inferior de la cara de un actor, "porque la mitad de la cara tiene que estar cubierta y tiene su propia expresión y la cara del actor es va a estar haciendo otra cosa".  

### Evolución enDaredevil
Hablando sobre por qué el tradicional "DD" no aparece en el traje rojo de Murdock y otras dificultades para adaptar el traje a la acción en vivo, DeKnight explicó que "obtuvo el traje antes de obtener el nombre. Hablamos mucho sobre DD en el traje, que es uno de los emblemas más problemáticos del mundo de los superhéroes. Es un poco raro. Su traje en los cómics es muy difícil de traducir a la pantalla, especialmente en este mundo que está conectado a tierra y arenoso. Hay algunas dificultades prácticas. El atuendo de Daredevil en los cómics, su máscara solo cubre la mitad de su nariz. No llega hasta la punta. Descubrimos cuando tratábamos de diseñarlo que si no lo bajabas completamente, podías decir claramente que era Charlie. No solo teníamos la suspensión de la creencia de que nadie sabría "hey, ese es Matt Murdock", sino que también teníamos el problema práctico de que se volvía casi imposible cuando se trataba de cambiar de entrada y salida a nuestro doble. Así que tuvimos que hacer ese ajuste".
En She-Hulk: Attorney at Law, el disfraz de Daredevil es similar al rojo que usó en la serie de Netflix, pero con un esquema de color actualizado para incluir el casco amarillo y acentos del diseño de cómic debut del personaje en Daredevil #1. Marvel Studios tenía intenciones claras sobre cómo se vería su disfraz para la serie.

## Caracterización
DeKnight ha explicado que Murdock "no es súper fuerte. No es invulnerable... solo tiene sentidos que son mejores que los de un humano normal". Sobre la moral "gris" del personaje, señaló: "Es abogado de día y ha hecho este juramento. Pero cada noche rompe ese juramento, y sale y hace cosas muy violentas". El catolicismo del personaje juega un papel importante en la serie, y DeKnight lo llama "uno de los personajes más religiosos, si no el más, del Universo Marvel".  Cox, que se crio como católico, lo encontró útil y dijo: "Creces inmerso en eso. Si estás en la iglesia, parado frente al altar, automáticamente sabes cómo responder. Todo comienza: haces una genuflexión, te sientas en el banco. No tuve que fingir nada de eso". Sobre cómo se revela el nombre de Daredevil en la serie, DeKnight explicó que "Hablamos sobre si hacemos una de las versiones en los cómics en las que, cuando era niño, la gente solía burlarse de él con el nombre de Daredevil, pero eso no sucedió". se siente como nuestro mundo. En un momento íbamos a hacer que Ben Urich (Vondie Curtis-Hall) le diera el nombre, pero el momento no fue el correcto porque él está con su traje negro y luego obtiene su traje, que es después de la muerte prematura de Ben. La solución fue reproducir eso fuera de la pantalla y luego anotar en el papel que se le ha dado este nombre Daredevil". 
Al interpretar al personaje, Cox dijo: "Hay tantos aspectos. Está la ceguera y la fisicalidad. Hacer un espectáculo trata sobre la emoción humana, el conflicto y la agitación. Cuando te encuentras con un hombre que es abogado de día y cree en la ley y la justicia y luego un hombre de noche es alguien que se toma la justicia por su mano. Se ocupa de las batallas que tratan de ese concepto".  Elaborando sobre las dificultades de interpretar al personaje, Cox dijo: "Me pongo una camisa pero no puedo mirar dónde están los botones, porque Daredevil no sabría dónde están los botones, pero tampoco puedo buscar a tientas". 
Cox trabajó con el consultor ciego Joe Strechay,  y estaba consciente de lo que hacían sus ojos en todo momento, para asegurarse de que no miraran o reaccionaran ante algo diferente a una persona ciega.  Para The Defenders, Cox sintió que la segunda temporada, en la que Murdock luchó junto a Elektra Natchios y Punisher, preparó al personaje para aceptar ayuda en la serie,  y que al pasar a la miniserie, la muerte de Natchios sería un gran peso para Murdock. Ramírez comparó la relación de Murdock y Natchios con una versión más abiertamente sexual de los personajes de Edward Norton y Brad Pitt en Fight Club (1999), con Natchios como la "carga con la que lidiar" de Murdock después de su resurrección.
El final de The Defenders implica elementos de la tercera temporada que estarían inspirados en el arco narrativo de "Born Again", con Cox entusiasmado por adaptar "Born Again", llamándolo una "historia increíble" y que las implicaciones de la historia sobre la temporada serían "muy emocionantes".  El showrunner de la tercera temporada, Erik Oleson, se inspiró tanto en "Born Again" como en "Guardian Devil" para el tono de la temporada, construyendo estructuralmente la temporada si cualquier espectador fuera un "católico devoto... podría leer los eventos de los primeros episodios como un mensaje de Dios a Matt"  y señalando que Murdock estaría "roto físicamente, roto emocionalmente y roto espiritualmente" con sus sentidos agudizados fallando, agregando que Murdock está "enojado con Dios, enojado por el hecho había arriesgado su vida para hacer la obra de Dios, y se pregunta si fue un tonto o no". Esto da como resultado que Murdock se ponga el traje negro de la primera temporada, ya que va "prácticamente al lugar más oscuro que puede" y está en un punto en el que es "incapaz de ser Daredevil, [y] preferiría simplemente terminarlo que seguir adelante en su vida sin habilidades". 
Para la aparición del personaje en She-Hulk: Attorney at Law, la estrella Tatiana Maslany llamó a Murdock y a su personaje Jennifer Walters mejores amigos, mientras que la directora principal Kat Coiro dijo que los dos "coinciden en ingenio". La escritora principal Jessica Gao declaró que tienen en común que ambos son abogados que también son superhéroes.  Al presentar a Murdock en la serie, a los escritores se les permitió hacer que el personaje "jugara en el tono" de la serie, que es una comedia legal de media hora, y explorar un "lado más claro" de él de sus anteriores representaciones más oscuras, como en la serie de Netflix. 
Sobre las apariciones de Murdock en Spider-Man: No Way Home y She-Hulk, Cox explicó: "Debería ser y siempre es el mismo personaje. La diferencia es como con las personas, nos transformamos y cambiamos y somos muy diferentes según lo que sucede en nuestras vidas. El Matt Murdock del programa de Netflix, ese mundo y lo que estaba sucediendo para Matt significaba que la mayor parte del tiempo vivíamos con un hombre que tenía una gran cantidad de presión y tensión, y el tono del programa era muy oscuro, arenoso y pesado. No sé cómo será [Daredevil: Born Again], pero cuando vine a hacer Spider-Man y She-Hulk, el tono es mucho más alegre, irónico, divertido, ingenioso y lleno de ligereza. así que la esperanza era que Matt pudiera encajar en ese mundo y participar en él sin que fuera un personaje diferente, una persona diferente".

## Apariciones
El personaje aparece por primera vez en la serie de Marvel Television Daredevil y luego en The Defenders como miembro fundador del equipo del mismo nombre.   La primera aparición del personaje en un proyecto de Marvel Studios es en Spider-Man: No Way Home.  Más tarde fue estrella invitada en los episodios de She-Hulk: Attorney at Law, "Ribbit and Rip It" y "Whose Show Is This?", así como en el episodio de Echo "Chafa" (2024) Regresará para protagonizar la serie Daredevil: Born Again (2025).  
Además, Cox expresará una versión alternativa de Daredevil en la serie animada Your Friendly Neighborhood Spider-Man (2024).  

## Biografía del personaje ficticio

### Primeros años de vida
Matt Murdock es hijo del boxeador Jack Murdock y la monja Maggie Grace. Tras nacer, Grace desarrolla depresión posparto y creyendo que se había alejado de Dios, regresa al convento y los abandona. Cuando era niño, Murdock fue atropellado por un camión con sustancias químicas, cuya exposición lo dejó ciego, pero agudizando sus otros sentidos. Tiempo después, queda huérfano ya que Jack es asesinado por ganar una pelea que tenía que perder. En el orfanato es entrenando para "ver" usando sus sentidos por un anciano y ciego ninja llamado Stick. Murdock finalmente asiste a la Facultad de Derecho de Columbia, conoce y se hace amigo de Foggy Nelson y, posteriormente, sale con Elektra Natchios antes de separarse. Para 2015,  Murdock y Nelson deciden abrir su propio bufete de abogados, Nelson and Murdock.

### Convirtiéndose en un vigilante
Poco después de abrir la firma, Murdock y Nelson son asignados con la empleada de Union Allied, Karen Page, quien es acusada de asesinato cuando buscaba advertir sobre un plan de malversación de fondos. Después de liberar a Page, Murdock comienza a luchar contra el crimen para proteger Hell's Kitchen de la corrupción que enfrenta después de la Batalla de Nueva York, vistiendo un disfraz que consiste en una máscara negra y un traje negro y apodado el "Hombre Enmascarado" por los medios. Su vigilancia lo lleva cara a cara con el señor del crimen Wilson Fisk, un hombre de negocios que tiene intereses en la ciudad a través de una alianza con Madame Gao, Nobu, los hermanos Ranskahov y Leland Oslend.
Page y el reportero del New York Bulletin, Ben Urich, trabajan para exponer a Fisk, mientras que Murdock busca derribarlo. En el medio conoce a la enfermera Claire Temple, Foggy descubre su identidad provocando un breve alejamiento entre ambos y Urich muere en manos de Fisk. Durante su confrontación final, Murdock usa un nuevo traje rojo, con cuernos y blindado construido por Melvin Potter e inspirado en el diablo antes de luchar contra Fisk, derrotarlo y enviarlo a prisión. Tras el arresto, los medios de comunicación comienzan a nombrar al justiciero Daredevil, que Murdock adopta más tarde.

### Chocando con The Punisher
Unos seis meses después, Murdock y sus amigos tienen problemas financieros en su bufete, pero son puestos en alerta cuando Grotto, un sobreviviente a un tiroteo contra la mafia irlandesa les pide su ayuda y les cuenta que otras bandas criminales también han sufrido ataques; como Daredevil, investiga los cárteles y se entera de que todas sus armas de alto poder han sido robadas por un solo hombre. Daredevil se enfrenta al hombre en una azotea, pero recibe un disparo en la cabeza; aunque sobrevive gracias a su chaleco antibalas, Foggy insiste en que descanse y se recupere ya que sus sentidos quedaron comprometidos. El hombre es apodado "The Punisher" por la oficina del fiscal de distrito, que resulta ser un justiciero mortal que perdió a su familia. Murdock, como Daredevil, lo captura, revelándose como Frank Castle, pero como abogado, lo representa durante el juicio en su contra. Su antigua novia Elektra Natchios regresa, habiéndose involucrado contra la organización de supervillanos La Mano, luchando junto a ella y Stick.
Las operaciones encubiertas de Murdock interrumpen su capacidad para trabajar en el juicio, perdiéndolo y haciendo que envían a Castle a isla Ryker. Esto provoca, entre otras cosas, terminar una incipiente relación con Karen, además de reencontrarse con Fisk al inferir su responsabilidad en la pronta fuga de Castle. Elektra, Castle fugitivo y Murdock trabajan juntos para derrotar a la Mano, pero Elektra muere en el proceso. En Navidad, Murdock revela su identidad de justiciero a Karen y su sociedad legal con Foggy se disuelve debido a su mala actuación en el juicio.

### Formando a los Defensores
Meses después de la muerte de Elektra,  Murdock ejerce como abogado pro bono y es enviado por Foggy, a instancias de Jeri Hogarth para representar a Jessica Jones después de que un hombre se suicida en su oficina. Jones continúa su investigación sobre Midland Circle en contra de la recomendación de Murdock, y ambos terminan reforzando un intento de fuga de Luke Cage y Danny Rand de la Mano. Durante el tumulto, Murdock lucha contra Black Sky (Cielo Negro, en español), un poderoso enemigo que finalmente reconoce como una Elektra resucitada.
Al refugiarse en un restaurante, Stick se une a los cuatro, quien explica el conflicto de la Mano con La Casta y K'un L'un, y al repeler el siguiente ataque, Cage también captura al líder de la Mano, Sowande, quien revela la otra parte de su plan; Usa el Puño de hierro de Rand para acceder a los huesos de dragón en la parte inferior de Midland Circle. Black Sky encuentra su escondite, mata a Stick y captura a Rand, estableciendo su conflicto final en Midland Circle, donde los Defensores eligen demoler el edificio en la parte superior de la Mano, cuyo liderazgo ha adoptado Black Sky al recordar su pasado como Natchios. Murdock se queda atrás en un intento de reconectarse con Elektra cuando el edificio cae sobre ellos. Esto hace creer a sus amigos y al mundo que ha muerto.

### El regreso de Kingpin
Murdock escapa por el sistema de alcantarillado de Nueva York, un taxista lo encuentra y lo entrega al padre Paul Lantom, su confidente en la iglesia, quien le confía a Maggie para que lo cuide. Mientras se recupera lentamente, Murdock tiene una crisis de fe y decide continuar como Daredevil. Después de que Fisk manipula al FBI para que lo libere de la prisión y que la noticia se difunda por los medios, Murdock investiga el Hotel Presidencial, donde se aloja, pero comienza a alucinarlo como un "diablo sobre su hombro". Murdock interroga al abogado de Fisk, Benjamin Donovan, y se entera de la situación con su esposa Vanessa Marianna. Sin embargo, Fisk ya ha deducido que Murdock es Daredevil y prepara una emboscada en la cárcel que Murdock visita para obtener información, utilizando su nombre para ponerlo en la mira del FBI y usando a Benjamin Poindexter, un agente mentalmente inestable pero con habilidades de puntería extraordinarias como un falso Daredevil para desacreditar su identidad de justiciero.
En el medio se reencuentra con sus amigos, a quienes les pide no involucrarse con Fisk y se entera de que Maggie es su madre, confrontando a Lantom por no decirle la verdad. Enojado con el mundo, Murdock decide matar a Fisk para liberar a Nueva York y al FBI de su alcance, pero al escuchar que van a asesinar a Karen cambia de rumbo para salvarla, con Lantom muriendo en el fuego cruzado con Poindexter. Su último esfuerzo legal con el agente principal Ray Nadeem testificando contra Fisk falla cuando se descubre que el jurado está comprometido y Poindexter lo asesina. Con pocas pistas restantes, descubre al reparador de Fisk, Felix Manning, quien le da suficiente información para poner a Poindexter en contra de Fisk e implicar la participación de Mariana en la muerte de Nadeem. Murdock logra manipular a un Poindexter rabioso para colarse en la boda de Fisk con Fisk paralizando a Poindexter y Murdock casi matándolo. Fisk acepta regresar a prisión y dejar a Page y Nelson en paz si Murdock no expone a Marianna. Con Fisk arrestado utilizando la declaración de muerte de Nadeem, Murdock comienza a reconstruir su relación con Nelson y Page, y comienza un nuevo bufete de abogados juntos.

### Sobreviviendo al Blip
En 2018, Murdock sobrevivió al Blip y continuó luchando contra los criminales en la Nueva York postapocalíptica. En algún momento durante el Blip, él se encontró con Maya López, todavía una ejecutora de Fisk en ese momento, durante una vigilancia y la derrotó en una breve pelea antes de desaparecer rápidamente.

### Ayudando a Peter Parker
En 2024, después de que Quentin Beck incrimine a Peter Parker por su asesinato y revele su identidad al mundo, Parker y su tía May contratan a Murdock como abogado personal. Murdock logra que se retiren todos los cargos contra Parker, pero le advierte que eso no causaría un cambio en la opinión pública sobre Spider-Man. También aconseja al socio de Parker, Happy Hogan, que obtenga protección legal debido a una investigación federal en curso sobre la tecnología de Stark Industries involucrada durante la batalla en Londres entre Beck y Parker. Meses después, Murdock representa a Hogan en la corte. 

### Saliendo con Jennifer Walters
En 2025, Murdock recibe un traje de Daredevil recoloreado por el sastre Luke Jacobson de Los Ángeles, y lo defiende semanas después contra Jennifer Walters en una demanda por responsabilidad por productos defectuosos presentada por su cliente, Eugene Patilio. Después del juicio, Murdock se encuentra con Walters en un bar. Él le advierte que ella está en una posición especial para ayudar a los demás; como abogada, puede ofrecer recursos legales a los necesitados, y puede actuar como She-Hulk cuando la ley falla, los dos expresan atracción mutua. Más tarde persigue a Patillo como Daredevil, ya que Patillo secuestró a Jacobson. Walters llega como She-Hulk y la pareja pelea hasta que Daredevil explica la situación. Luego ellos unen fuerzas y derrotan a Patillo y sus matones y liberan a Jacobson. Esa noche, Murdock duerme con Walters en su apartamento.
Una semana después, Murdock regresa a Los Ángeles, encuentra a Walters en el retiro Summer Twilights y empieza a salir con ella. El conoce a su familia, incluyendo a Bruce Banner y su hijo Skaar, en una barbacoa.

### Tragedia, retiro y regreso
A finales de 2026, mientras asisten a la fiesta de jubilación de Cherry, su socio del Departamento de Policía de Nueva York, Poindexter les tiende una emboscada y le dispara fatalmente a Nelson. Enfurecido, Murdock lanza a Poindexter desde un tejado, cruzando la línea de no matar.
Un año después, Murdock se ha retirado del vigilantismo y ha fundado un nuevo bufete de abogados con la exfiscal de distrito Kirsten McDuffie. Se distancia de Karen, que se muda a San Francisco y Poindexter recibe cadena perpetua. McDuffie le presenta a Murdock a la terapeuta Heather Glenn y empiezan a salir. Cuando Fisk, absuelto tras el escándalo de corrupción del FBI, anuncia su candidatura a la alcaldía de Nueva York, Murdock le advierte que lo detendrá si abusa de su poder. Fisk finalmente resultó elegido.
El Día de Año Nuevo de 2027, Murdock asume el caso de Héctor Ayala, quien es arrestado después de defender a un hombre de dos policías fuera de servicio. Murdock cree la historia de Ayala y decide representarlo. Cherry, ahora trabajando como investigador de Murdock, descubre que Ayala es el justiciero White Tiger. Temiendo que revelar esto sesgue al jurado, Murdock convence al juez de retener la información. Sin embargo, cuando un testigo clave es intimidado para que guarde silencio, Murdock se ve obligado a revelar la identidad de Ayala en el tribunal. El jurado declara a Ayala inocente, pero Fisk denuncia el veredicto y reafirma su postura antijusticiero. Ayala ignora la advertencia de Murdock de dejar de operar como White Tiger y es asesinado por un atacante desconocido que lleva el símbolo de Punisher.
La sobrina de Ayala, Angela del Toro, cree que la policía fue responsable de su muerte. Murdock investiga la escena del crimen y encuentra un casquillo con el símbolo de la calavera de Punisher. Se reencuentra con Castle, quien niega su implicación y le dice a Murdock que debería haber matado a Poindexter después de la muerte de Foggy.
Cuando Angela investiga a un asesino en serie llamado Muse, conocido por usar sangre humana en sus obras y desaparece, Murdock inicialmente se niega a involucrarse. Pero tras alertarse, finalmente decide regresar como Daredevil. El localiza la guarida de Muse y la rescata, pero Muse escapa. Mientras tanto, Fisk intensifica su ofensiva contra los justicieros formando un Grupo de Trabajo Anti-Vigilantes (AVTF) con oficiales corruptos.
En su investigación, encuentra algunas pinturas de Glenn y se da cuenta de que ahora ella también corre peligro a manos de Muse. Murdock llega primero para salvar a Glenn y se enfrenta a Muse. Durante la pelea, Glenn logra matar a Muse. Fisk, al darse cuenta de que Murdock ha vuelto a su rol de justiciero, insiste en que la AVTF, y no Daredevil, se atribuya el mérito de la muerte de Muse y los declara héroes.
Su regreso a la vida de justiciero, las actividades de Fisk y las tensiones en su relación con Glenn lo inquietan. Su ira aumenta al enterarse de que Poindexter es transferido a una celda común en la prisión por Fisk y ha pedido verlo. Recordando detalles sobre el asesinato de Nelson, Murdock, al darse cuenta de que había sido contratado por Fisk, visita a Poindexter en prisión. Aprovechando que Heather es invitada a un baile organizado por Fisk al ser su psicóloga, Murdock descubre que Vanessa fue quien ordenó a Poindexter asesinar a Nelson y hacer lo mismo con Murdock y Page. Poindexter, quien mientras tanto se ha escapado de la prisión, llega a la fiesta con la intención de disparar a un asistente. Murdock, al presentirlo, resulta herido mientras protege a Fisk.
Murdock estando hospitalizado, logra escapar evitando un intento de asesinato por parte de la mano derecha de Fisk, Cashman, y huye a su apartamento, encontrando a Castle. Ambos luchan contra oficiales de AVTF, incluido el asesino de Ayala, Cole North, a quien Murdock se resiste a matar. Ellos se reúnen con Page, quien le pidió a Castle que protegiera a Murdock. Después de dejar a Castle, Murdock y Page rastrean el caso de Nelson y descubren que los Fisk están tratando de establecer una ciudad-estado. Mientras Fisk declara la ley marcial y prohíbe el vigilantismo, Murdock, decidido a luchar por la ciudad, comienza a reunir a gente de confianza para salvar la ciudad.

## Versiones alternativas
Otras versiones de Murdock se representan en las realidades alternativas del multiverso MCU, en la serie What If...?.

### Crucero del Gran Maestro
En un universo alternativo, Murdock fue visto presente en el crucero del Gran Maestro.

### Investigando a Oscorp
En un 2016 alternativo, Daredevil irrumpe en la torre de Oscorp. El llega a la azotea y se involucra en una breve pelea con Parker, le dice que Norman Osborn está ocultando algo siniestro y finalmente deja inconsciente a Parker mientras escapa. Jeanne Foucault / Finesse, haciéndose pasar por una pasante, trabaja con Daredevil para infiltrarse en Oscorp y espiar a Osborn.

### El Vacío
En un universo alternativo, Daredevil fue podado por la Autoridad de Variación Temporal (AVT) al Vacío junto con Elektra. Ambos se unen a una fuerza de resistencia contra Cassandra Nova junto con Gambito, Blade, Johnny Storm, Laura, Quicksilver, Magneto y Punisher, todos de universos diferentes. Durante una batalla contra Nova, Daredevil fue asesinado. Esta versión continúa la encarnación de la película de 2003 y escenas eliminadas de la película derivada de Elektra, interpretado por Ben Affleck.

## Recepción

### Respuesta crítica
Brian Lowry de Variety elogió la interpretación del personaje de Cox, mientras que Mike Hale, escribiendo para The New York Times, calificó la actuación de Cox como "dividida", elogiándolo como Murdock pero criticándolo como Daredevil. Liz Shannon Miller de IndieWire, al revisar la primera temporada, elogió las actuaciones del elenco, especialmente D'Onofrio, Curtis-Hall y Cox.